# Thure Widlund
Karl Albert Thure Widlund (i riksdagen kallad Widlund i Jönköping), född 30 januari 1871 i Törnsfalls församling, Kalmar län, död 19 november 1932 i Jönköping, var en svensk konduktör och politiker (socialdemokrat).
Widlund var riksdagsledamot i andra kammaren från 1912, invald i Jönköpings läns västra valkrets. Han skrev 20 egna motioner, bl a om sociala frågor som införande av bespisning i folkskolorna och stöd för verksamhet med feriebarn. Flera motioner handlade om förstatligande av järnvägarna, en handlade om bildandet av en internationell exekutiv makt i syfte att förhindra krigsutbrott (1917).